# Polymixis styriaca
Polymixis styriaca là một loài bướm đêm trong họ Noctuidae.